# Чернівська сільська рада (Рогатинський район)
| Чернівська сільська рада — орган місцевого самоврядування у Рогатинському районі Івано-Франківської області з адміністративним центром у с. Чернів. Історична дата утворення: в 1947 році. Водоймища на території, підпорядкованій даній раді: річка Свірж. 18 листопада 1986 року новоутвореній Вишнівській сільраді передано село Зруб Сільській раді підпорядковані населені пункти: - с. Чернів |

## Склад ради
Рада складається з 12 депутатів та голови.

### Керівний склад ради
| ПІБ                         | Основні відомості                                                               | Дата обрання | Дата звільнення |
| --------------------------- | ------------------------------------------------------------------------------- | ------------ | --------------- |
| Колісник Уляна Мирославівна | Сільський голова, 1963 року народження, освіта, позапартійна                    | 26.03.2006   | 31.10.2010      |
| Колісник Уляна Мирославівна | Сільський голова, 1963 року народження, освіта середня спеціальна, позапартійна | 31.10.2010   |                 |

Примітка: таблиця складена за даними джерела